# Sem (Franciaország)
Sem korábbi község Franciaországban, Ariège megyében. Lakosainak száma 22 fő (2018. január 1.). Sem Goulier, Lercoul és Vicdessos községekkel határos.
2019. január 1-jén három másik korábbi községgel egyesült és az így létrejött Val-de-Sos új község része lett.

## Népesség
A település népessége az elmúlt években az alábbi módon változott:
| Lakosok száma | 13   | 17   | 16   | 19   | 34   | 27   | 24   | 23   | 23   | 22   |
|               | 1968 | 1975 | 1982 | 1999 | 2006 | 2011 | 2013 | 2016 | 2017 | 2018 |